# Labullula
Labullula là một chi nhện trong họ Linyphiidae.